# Uceira (Arzúa)
Uceira (en gallego y oficialmente, A Uceira) es una aldea española, actualmente despoblada, que forma parte de la parroquia de Burres, del municipio de Arzúa, en la provincia de La Coruña.